# Андерсон, Иэн
И́эн Скотт А́ндерсон (англ. Ian Scott Anderson; род. 10 августа 1947, Данфермлин, Файф, Шотландия) — шотландский флейтист, гитарист, вокалист, мультиинструменталист и автор песен, более всего известный как лидер группы Jethro Tull.
Иэн родился в Данфермлине (Шотландия), часть детства провел в Эдинбурге. Младший из трёх братьев. Его отец, Джеймс Андерсон, управлял компанией RSA Boiler Fluid Company. Его семья переехала в Блэкпул в 1959 году. Там началась музыкальная карьера Иэна. В 1963 году в Блэкпуле он со своими школьными приятелями Барримором Барлоу, Джеффри Хэммондом и Джоном Эваном собрал свою первую группу The Blades. В течение 1960-х годов группа несколько раз меняла название (John Evan Band, John Evan Blues Band и John Evan Smash), после чего в 1968 году превратилась в Jethro Tull.

## Сольная дискография
- Walk into Light (1983)
- Divinities: Twelve Dances with God (1995)
- The Secret Language of Birds (2000)
- Rupi's Dance (2003)
- Ian Anderson Plays the Orchestral Jethro Tull (2005)
- TAAB 2: Whatever Happened to Gerald Bostock? (2012)[2][3]
- Homo Erraticus (2014)
- Jethro Tull: The String Quartets (2017) (Альбом классического репертуара Jethro Tull в переложении для струнного квартета, флейты, гитары и вокала[4])